# هنري غراتن نولان
هنري غراتن نولان هو قاضي ومحامي كندي، ولد في 5 مايو 1893 في كالغاري في كندا، وتوفي في 8 يوليو 1957.